# Horopaii, Liubar
Horopaii (în ucraineană Горопаї) este o comună în raionul Liubar, regiunea Jîtomîr, Ucraina, formată numai din satul de reședință.

## Demografie
Componența lingvistică a comunei Horopaii
     Ucraineană (99,32%)
     Alte limbi (0,68%)
Conform recensământului din 2001, majoritatea populației comunei Horopaii era vorbitoare de ucraineană (99,32%), existând în minoritate și vorbitori de alte limbi.